# Elio Gioanola
Elio Gioanola (San Salvatore Monferrato, 25 agosto 1934) è un italianista e scrittore italiano.

## Biografia
Ha insegnato all'Università di Genova dal 1973 al 2004. Dedicatosi particolarmente a scrittori del Decadentismo, è noto per il taglio "psicanalitico" di vari suoi studi critico-letterari. Rilevanti sono i suoi studi su Giacomo Leopardi, Giovanni Pascoli, Luigi Pirandello, Cesare Pavese, Carlo Emilio Gadda. Per Il melangolo (casa editrice cofondata da Gioanola) ha pubblicato vari saggi, tra cui Un killer dolcissimo. Indagine psicanalitica sull'opera di Italo Svevo (1986, nuova ed. Mursia 1995), in cui analizza i collegamenti più significativi tra le opere dell'autore ed il suo vissuto biografico. Nei saggi di Psicanalisi, ermeneutica, letteratura (Mursia, 1991), Gioanola espone la necessità di superare le vecchie convenzioni, che relegavano gli aspetti psicopatologici delle vite degli autori alle "curiosità biografiche", tralasciandone l'analisi che può metterli invece in profonda relazione con i contenuti artistici delle opere.
Per Jaca book ha pubblicato anche alcuni romanzi: Prelio: storia di oro e stricnina (1999), Martino de Nava ha visto la Madonna: guerra e miracoli nel Monferrato del Seicento (2002), Giallo al dipartimento di psichiatria (2006), Don Chisciotte, Fausto Coppi e i misteri del castello (2010), La malattia dell'altrove (2013). Presso l'editore Santi Quaranta ha pubblicato i racconti de La grande e la piccola guerra (1995), con cui ha vinto il Premio Chiara.
Alle elezioni politiche del 1996 si presenta come candidato de L'Ulivo presso il collegio di Casale Monferrato, ricevendo il 37,2% dei voti, non risultando eletto. Il seggio venne ottenuto da Eugenio Viale del Polo per le Libertà.
In occasione del suo novantesimo compleanno, tra settembre e ottobre 2024 l’Università degli Studi di Genova gli ha dedicato la mostra bibliografica e documentaria Elio 90, allestita presso palazzo Balbi Cattaneo.

## Opere principali
- Cesare Pavese: la poetica dell'essere, Milano, Marzorati, 1971 (nuova ed. Milano, Garzanti, 1977)
- Storia letteraria del Novecento in Italia, Torino, Società Editrice Internazionale, 1975, ISBN 88-05-01335-8 ISBN 978-88-05-01335-7
- L' uomo dei topazi saggio psicanalitico su C. E. Gadda, Genova, Il Melangolo, 1977 (nuova ed. Carlo Emilio Gadda. Topazi e altre gioie familiari, Milano, Jaca book, 2004)
- Pirandello, la follia, Genova, il melangolo, 1983 (nuova ed. Milano, Jaca Book, 1997)
- Letteratura Italiana, Pioltello (MI), Librex, 1985
- Il decadentismo, Roma, Studium, 1988
- Psicanalisi, ermeneutica e letteratura, Milano, Mursia, 1991
- Leopardi, la malinconia, Milano, Jaca book, 1995
- Giovanni Pascoli. Sentimenti filiali di un parricida, Milano, Jaca book, 2000
- Cesare Pavese. La realtà, l'altrove, il silenzio, Milano, Jaca book, 2003
- Psicanalisi e interpretazione letteraria: Leopardi, Pascoli, D'Annunzio, Saba, Montale, Penna, Quasimodo, Caproni, Sanguineti, Mussapi, Viviani, Morante, Primo Levi, Soldati, Biamonti, Milano, Jaca book, 2005
- Pirandelloʼs story: la vita o si vive o si scrive, Milano, Jaca Book, 2007
- Svevoʼs story: io non sono colui che visse ma colui che descrissi, Milano, Jaca Book, 2009
- Fenoglio. Il "libro grosso" in frantumi, Milano, Jaca Book, 2017
- Verga. Breve la stagione felice, Milano, Jaca Book, 2019